# Королевка (приток Соти)
Королевка — река в России, протекает по Грязовецкому району Вологодской области. Устье реки находится в 12 км от устья реки Соть по правому берегу. Длина реки составляет 10 км.
Берёт начало примерно в 20 км к юго-западу от Грязовца, возле деревни Кобяково (Юровское муниципальное образование). Ниже протекает через деревню Воздвиженское, после чего уходит в сильно заболоченный лесной массив, в котором и впадает в Соть.

## Данные водного реестра
По данным государственного водного реестра России относится к Двинско-Печорскому бассейновому округу, водохозяйственный участок реки — Северная Двина от начала реки до впадения реки Вычегда, без рек Юг и Сухона (от истока до Кубенского гидроузла), речной подбассейн реки — Сухона. Речной бассейн реки — Северная Двина.
Код объекта в государственном водном реестре — 03020100312103000006837.